# Eingabe der Zweihundert
Die Eingabe der Zweihundert wurde am 15. November 1940 an den Schweizer Bundesrat gerichtet. Darin forderten 173 Personen des germanophilen rechtsbürgerlichen Volksbundes für Unabhängigkeit der Schweiz aus Rücksicht auf Erwartungen des nationalsozialistischen Deutschlands die «Ausmerzung» der führenden bürgerlichen Schweizer Zeitungen Neue Zürcher Zeitung, Basler Nachrichten und Der Bund sowie die Ausweisung des Völkerbundes aus der Schweiz.
Wortführer der Eingabe waren «Zürich»-Verwaltungsrat Andreas Sprecher, der Historiker Hektor Ammann, der Jurist Heinrich Frick und der Contraves-Ingenieur Hans Brändli. Letzterer kommentierte die konstituierende Versammlung unter anderem mit folgender Sentenz: «Man geht bei uns bei der Bemitleidung alles Schwachen und allen Übels entschieden zu weit. Die Individualität eines Verrückten ist nicht gleich derjenigen eines leistungsfähigen Menschen.» Und weiter unten: «Die eigenen Reihen müssen blitzblank gesäubert sein!»
Bundesrat Eduard von Steiger versicherte gegenüber der Bevölkerung, er lehne die Forderungen ab; er empfing aber auch einige Vertreter der Eingabe und sicherte ihnen zu, ihre Anliegen würden intern ernst genommen und weiterverfolgt.